# Hamilton Jordan
Hamilton Jordan, né le 21 août 1944 à Charlotte en Caroline du Nord et mort le 20 mai 2008 à Atlanta en Géorgie, est un homme politique américain, chef de cabinet de la Maison-Blanche sous l'administration Carter.

## Dans la fiction
Dans le film Argo (2012), son rôle est interprété par Kyle Chandler.
Dans la mini-série Mrs. America (2012), son rôle est interprété par Dan Beirne (en).